# Władysław Mycielski
Władysław Mycielski herbu Dołęga – sędzia ziemski sieradzki w latach 1691–1692, podsędek sieradzki w latach 1683–1689, wojski większy sieradzki w latach 1678–1683, miecznik kaliski w latach 1668–1675, marszałek sejmiku szadkowskiego relacyjnego w 1683 roku,  marszałek sejmiku szadkowskiego z limity w 1681 roku, marszałek sejmiku relacyjnego szadkowskiego w 1677 roku.
W 1668 roku był sędzią kapturowym dla powiatów sieradzkiego i szadkowskiego. Był elektorem Michała Korybuta Wiśniowieckiego z województwa sieradzkiego w 1669 roku. Poseł do króla z sejmiku szadkowskiego 1669 roku, wybrany posłem sieradzkim na sejm konwokacyjny w 1673 roku. Jako poseł na sejm konwokacyjny 1674 roku z województwa sieradzkiego był członkiem konfederacji generalnej zawiązanej 15 stycznia 1674 roku na tym sejmie. Poseł sejmiku sieradzkiego na sejm nadzwyczajny 1688/1689 roku.